# Saint-Genis-les-Ollières
Pour les articles homonymes, voir Saint-Genis (homonymie) et Ollières (homonymie).
Saint-Genis-les-Ollières est une commune française située dans la métropole de Lyon et dans la Circonscription départementale du Rhône, en région Auvergne-Rhône-Alpes.

## Géographie
La commune est située à 11 km à l'ouest de Lyon.

### Climat
Pour des articles plus généraux, voir Climat d'Auvergne-Rhône-Alpes et Climat du Rhône.
En 2010, le climat de la commune est de type climat océanique dégradé des plaines du Centre et du Nord, selon une étude du Centre national de la recherche scientifique s'appuyant sur une série de données couvrant la période 1971-2000. En 2020, Météo-France publie une typologie des climats de la France métropolitaine dans laquelle la commune est exposée à un climat de montagne ou de marges de montagne et est dans la région climatique  Nord-est du Massif Central, caractérisée par une pluviométrie annuelle de 800 à 1 200 mm, bien répartie dans l’année. 
Pour la période 1971-2000, la température annuelle moyenne est de 11,7 °C, avec une amplitude thermique annuelle de 17,8 °C. Le cumul annuel moyen de précipitations est de 819 mm, avec 9,1 jours de précipitations en janvier et 6,4 jours en juillet. Pour la période 1991-2020, la température moyenne annuelle observée sur la station météorologique de Météo-France la plus proche, « Brindas », sur la commune de Brindas à 5 km à vol d'oiseau, est de 12,2 °C et le cumul annuel moyen de précipitations est de 717,6 mm,. Pour l'avenir, les paramètres climatiques de la commune estimés pour 2050 selon différents scénarios d'émission de gaz à effet de serre sont consultables sur un site dédié publié par Météo-France en novembre 2022.
| Mois                                  | jan.           | fév.           | mars           | avril         | mai           | juin          | jui.          | août         | sep.          | oct.          | nov.          | déc.           | année      |
| ------------------------------------- | -------------- | -------------- | -------------- | ------------- | ------------- | ------------- | ------------- | ------------ | ------------- | ------------- | ------------- | -------------- | ---------- |
| Température minimale moyenne (°C)     | 0,5            | 0,5            | 3,2            | 6,2           | 9,6           | 13,3          | 15,6          | 14,6         | 11,6          | 8,4           | 4,2           | 0,9            | 7,4        |
| Température moyenne (°C)              | 3,7            | 4,4            | 8              | 11,8          | 15,1          | 19,4          | 21,8          | 20,7         | 17,3          | 12,9          | 7,7           | 4,2            | 12,2       |
| Température maximale moyenne (°C)     | 6,8            | 8,3            | 12,8           | 17,3          | 20,7          | 25,6          | 28            | 26,9         | 23            | 17,5          | 11,3          | 7,4            | 17,1       |
| Record de froid (°C) date du record   | −10,5 12.01.09 | −14,1 05.02.12 | −11,4 01.03.05 | −4,7 08.04.21 | 0,2 17.05.12  | 5,1 08.06.19  | 9,2 31.07.11  | 7,2 27.08.11 | 2,8 27.09.10  | −3,5 30.10.12 | −6,6 28.11.13 | −10,8 30.12.05 | −14,1 2012 |
| Record de chaleur (°C) date du record | 17,8 30.01.13  | 20,5 18.02.22  | 24,3 31.03.21  | 27,9 23.04.07 | 34,1 24.05.09 | 37,4 27.06.19 | 39,6 07.07.15 | 41 24.08.23  | 33,8 04.09.23 | 29,7 02.10.23 | 21,1 20.11.09 | 18,5 31.12.22  | 41 2023    |
| Précipitations (mm)                   | 44,9           | 37             | 42,2           | 65,8          | 71,9          | 67,8          | 66,1          | 62,6         | 54,9          | 76,2          | 81,1          | 47,1           | 717,6      |

## Urbanisme

### Typologie
Au 1er janvier 2024, Saint-Genis-les-Ollières est catégorisée grand centre urbain, selon la nouvelle grille communale de densité à sept niveaux définie par l'Insee en 2022.
Elle appartient à l'unité urbaine de Lyon, une agglomération inter-départementale regroupant 123  communes, dont elle est une commune de la banlieue,,. Par ailleurs la commune fait partie de l'aire d'attraction de Lyon, dont elle est une commune du pôle principal,. Cette aire, qui regroupe 397 communes, est catégorisée dans les aires de 700 000 habitants ou plus (hors Paris),.

### Occupation des sols
L'occupation des sols de la commune, telle qu'elle ressort de la base de données européenne d’occupation biophysique des sols Corine Land Cover (CLC), est marquée par l'importance des territoires artificialisés (56,5 % en 2018), en augmentation par rapport à 1990 (53,2 %). La répartition détaillée en 2018 est la suivante : 
zones urbanisées (56,5 %), zones agricoles hétérogènes (18,8 %), forêts (14,5 %), prairies (10,3 %). L'évolution de l’occupation des sols de la commune et de ses infrastructures peut être observée sur les différentes représentations cartographiques du territoire : la carte de Cassini (XVIIIe siècle), la carte d'état-major (1820-1866) et les cartes ou photos aériennes de l'IGN pour la période actuelle (1950 à aujourd'hui).

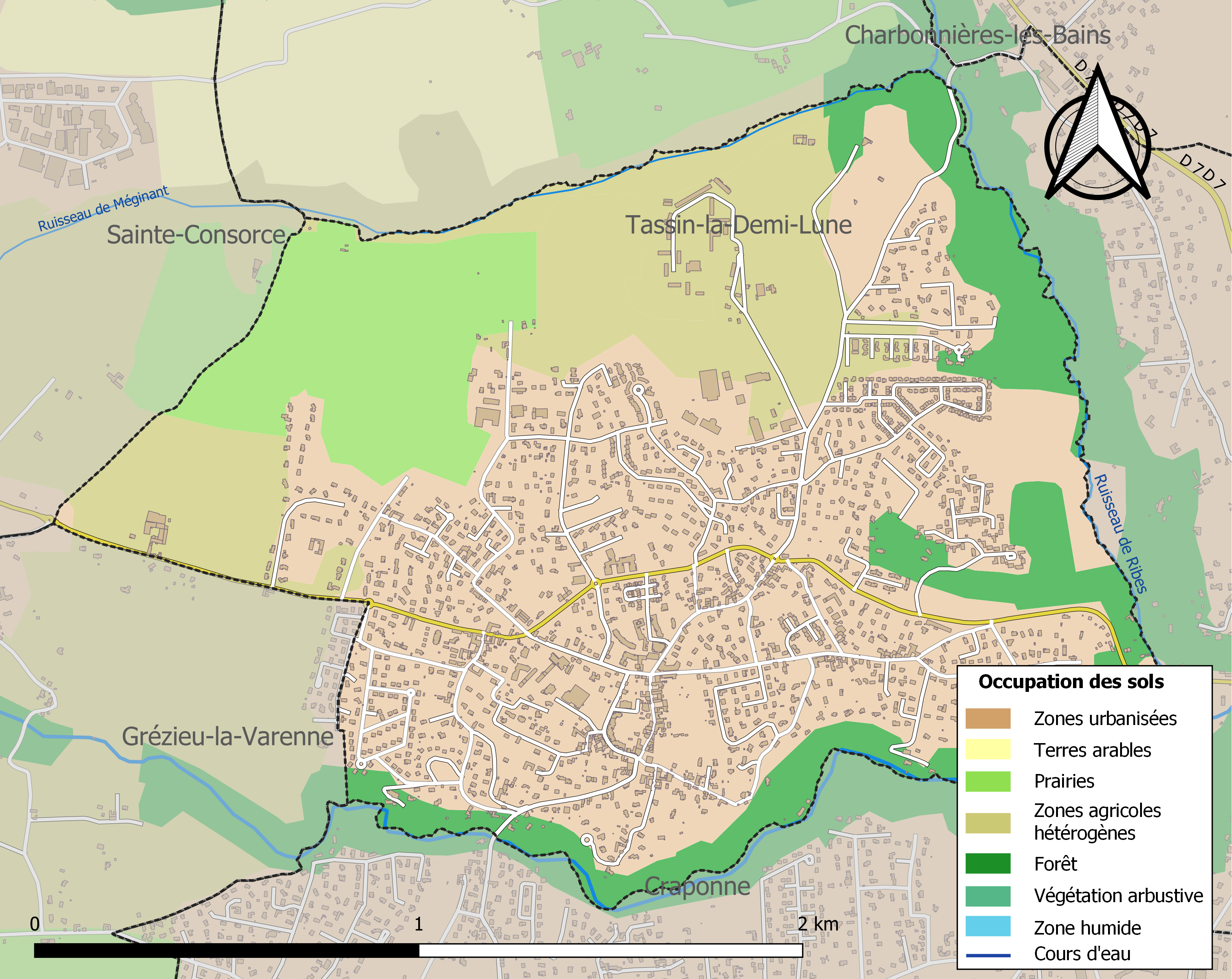
Carte des infrastructures et de l'occupation des sols de la commune en 2018 (CLC).

## Histoire
Site occupé dès l'époque romaine. Au lieu-dit Les Hautprés, on trouve les fondations d'une villa gallo-romaine remontant au IIe siècle. 
Le nom de Saint-Genis-les-Ollières apparaît au IXe siècle dans une généalogie de la maison de Mercœur.
Au cours de la Révolution française, la commune porta provisoirement le nom de Ollières.
Le Grand Lyon disparaît le 1er janvier 2015, et laisse place à la collectivité territoriale de la métropole de Lyon.

## Héraldique
| Armes | Les armes de Saint-Genis-les-Ollières se blasonnent ainsi : D'azur à trois urnes d'argent, au chef du même au lion issant de gueules. |

## Population et société

### Démographie
L'évolution du nombre d'habitants est connue à travers les recensements de la population effectués dans la commune depuis 1793. Pour les communes de moins de 10 000 habitants, une enquête de recensement portant sur toute la population est réalisée tous les cinq ans, les populations de référence des années intermédiaires étant quant à elles estimées par interpolation ou extrapolation. Pour la commune, le premier recensement exhaustif entrant dans le cadre du nouveau dispositif a été réalisé en 2007.

En 2022, la commune comptait 5 370 habitants, en évolution de +10,06 % par rapport à 2016 (Rhône : +3,93 %, France hors Mayotte : +2,11 %).
| 1793 | 1800 | 1806 | 1821 | 1831 | 1836 | 1841 | 1846 | 1851 |
| ---- | ---- | ---- | ---- | ---- | ---- | ---- | ---- | ---- |
| 500  | 353  | 519  | 522  | 635  | 660  | 700  | 756  | 764  |

| 1856 | 1861 | 1866 | 1872 | 1876 | 1881 | 1886 | 1891 | 1896 |
| ---- | ---- | ---- | ---- | ---- | ---- | ---- | ---- | ---- |
| 784  | 812  | 793  | 811  | 837  | 873  | 895  | 908  | 874  |

| 1901 | 1906 | 1911 | 1921 | 1926 | 1931 | 1936 | 1946 | 1954 |
| ---- | ---- | ---- | ---- | ---- | ---- | ---- | ---- | ---- |
| 931  | 920  | 930  | 809  | 819  | 836  | 820  | 754  | 950  |

| 1962  | 1968  | 1975  | 1982  | 1990  | 1999  | 2006  | 2007  | 2012  |
| ----- | ----- | ----- | ----- | ----- | ----- | ----- | ----- | ----- |
| 1 192 | 1 429 | 2 125 | 2 781 | 4 211 | 4 743 | 4 667 | 4 655 | 4 563 |

| 2017  | 2022  | - | - | - | - | - | - | - |
| ----- | ----- | - | - | - | - | - | - | - |
| 4 984 | 5 370 | - | - | - | - | - | - | - |

### Enseignement
Saint-Genis-les-Ollières est située dans l'académie de Lyon.
La commune dispose d'un établissement, le groupe scolaire Victor Hugo. Établissement d'exception, il propose aux enfants de multiples activités et dispose d'une douzaine d'intervenants extérieurs. Puis les élèves sont dirigés vers le collège Jean-Jacques Rousseau à Tassin-la-Demi-Lune puis au lycée Blaise Pascal de Charbonnières-les-Bains.

### Manifestations culturelles et festivités
- Changez d'Air, un festival de musiques actuelles.
- L'école de musique du village anime les festivités et les commémorations.
- L'Association Masque et Pinceaux organise des spectacles de théâtre et une exposition artistique annuelle

### Santé
Saint Genis compte une dizaine de médecins.

### Sports
L'association des sports de Saint Genis se nomme l'ESG (Entente Saint Genoise). Elle propose des sports, tels que le tennis de table, le foot, le volley, le tennis, la danse et le judo.
Des manifestations sportives solidaires sont organisées chaque année.

### Cadre de vie
La commune est desservie par les transports en commun, dispose d'une médiathèque, d'une école de musique, d'un gymnase (salle judo, gym, multisports...), d'une Association Masque et Pinceaux et de commerces de proximité.

### Environnement
L'association Chante Ruisseau se charge du développement durable de la commune. La manifestation "village propre" organisée par le conseil municipal des enfants a lieu chaque année.

## Économie

### Revenus de la population et fiscalité
En 2010, le revenu fiscal médian par ménage était de 43 619 € ce qui plaçait Saint-Genis-les-Ollières au 1 158e rang parmi les 31 525 communes de plus de 39 ménages en métropole.

## Culture locale et patrimoine

### Espaces verts et fleurissement
La commune obtient une fleur au concours des villes et villages fleuris en 2015.

### Lieux et monuments
- Église Saint-Barthélemy
- Castel de La Sablière : cette vaste gentilhommière dont les plus anciennes parties sont du XIIe siècle et la majeure partie de 1785 (reconstruction à la suite d'un incendie) fut la propriété de Jacques d'Albon, maréchal de Saint-André. Plafonds à la française, cheminée remarquable époque Louis-XV en marbre rose d'Italie.